# 방정식 (배우)
방정식(1970년 9월 9일~)은 대한민국의 뮤지컬 배우, 교수이다.

## 이력
1991년에 뮤지컬 배우로 데뷔하였다. 현재 명지대학교 뮤지컬과 겸임교수이다.

## 출연작

### 뮤지컬
- 2023년 블루 블라인드
- 2010년 베로나의 두 신사
- 2009년 퀴즈쇼
- 2007년 바다의 문
- 2005년 유린타운
- 2003년 웨스트 사이드 스토리
- 2003년 싱잉 인 더 레인
- 2001년 더 플레이
- 2000년 명성황후
- 1999년, 2000년 페임
- 1996년, 1997년, 1998년, 2000년 브로드웨이 42번가

### 영화
- 2006년 《아랑》 - 박 형사 역
- 2004년 《귀신이 산다》 - 해병대 동기 역
- 2004년 《바람의 전설》 - 풍식집 형사 역
- 2002년 《광복절 특사》 - 보안과 교도관 역
- 2002년 《공공의 적》 - 강간범 역
- 2001년 《신라의 달밤》 - 경찰 2 역

### 드라마
- 《유일랍미》 (2015년, 드라마 H & TRENDY) - 인교수 역

### 라디오 프로그램
- 2014년 EBS FM 《EBS 책 읽는 라디오 낭독 시리즈》

## 수상 내역
- 2000년 한국뮤지컬대상 남우조연상